# Kleiner Buchstein
Kleiner Buchstein är ett berg i Österrike.   Det ligger i distriktet Liezen och förbundslandet Steiermark, i den östra delen av landet, 150 km sydväst om huvudstaden Wien. Toppen på Kleiner Buchstein är 1 990 meter över havet. Kleiner Buchstein ingår i Ennstaler Alpen.
Terrängen runt Kleiner Buchstein är bergig åt sydväst, men åt nordost är den kuperad. Runt Kleiner Buchstein är det ganska glesbefolkat, med 25 invånare per kvadratkilometer.. Närmaste större samhälle är Trieben, 18,6 km sydväst om Kleiner Buchstein. 
I omgivningarna runt Kleiner Buchstein växer i huvudsak blandskog.